# Parade des planètes
Pour plus de détails, voir Fiche technique et Distribution.
Parade des planètes (Парад планет) est un film soviétique réalisé par Vadim Abdrachitov, sorti en 1984,.

## Fiche technique
- Photographie : Vladimri Chevtsik
- Musique : Viatcheslav Ganelin
- Décors : Alexandre Tolkatchiov
- Montage : Roza Rogatkina